# Inside Story
Albums de Grace Jones
Island Life
(1985) Bulletproof Heart
(1989)
Singles
1. I'm Not Perfect (But I'm Perfect for You)
Sortie : octobre 1986
2. Party Girl
Sortie : décembre 1986
3. Crush
Sortie : mars 1987
4. Victor Should Have Been a Jazz Musician
Sortie : mars 1987

Inside Story est le huitième album studio de Grace Jones, sorti le 14 novembre 1986 chez Manhattan Records.

## Liste des titres
Toutes les chansons sont écrites et composées par Grace Jones et Bruce Woolley.
| 1. | I'm Not Perfect (But I'm Perfect for You) | 3:57 |
| 2. | Hollywood Liar                            | 3:50 |
| 3. | Chan Hitchhikes to Shanghai               | 4:33 |
| 4. | Victor Should Have Been a Jazz Musician   | 4:42 |
| 5. | Party Girl                                | 3:44 |

| 6.  | Crush                     | 3:27 |
| 7.  | Barefoot in Beverly Hills | 4:07 |
| 8.  | Scary But Fun             | 3:55 |
| 9.  | White Collar Crime        | 4:59 |
| 10. | Inside Story              | 4:31 |

## Crédits
- Scott Ansell – ingénieur du son
- Richard Bernstein – image de synthèse
- Knut Bohn – ingénieur du son
- Greg Calbi – mastering
- Barry Diament – montage numérique
- Steve Elson – saxophone baryton, flûte
- James Farber – enregistrement, mixage
- Mac Gollehon – trompette
- Stan Harrison – saxophone alto
- Grace Jones – voix, production
- Kevin Jones – interface numérique, séquençage, programmation de batterie
- Lenny Pickett – saxophone ténor
- Nile Rodgers – production, arrangements
- Budd Tunick – gestion de la production
- Bruce Woolley – arrangements

## Classements et certification
| Classement (1986–1987)               | Meilleure position |
| ------------------------------------ | ------------------ |
| Allemagne de l'Ouest (Media Control) | 38                 |
| Australie (Kent Music Report)        | 51                 |
| Autriche (Ö3 Austria Top 40)         | 15                 |
| États-Unis (Billboard 200)           | 81                 |
| États-Unis (Top R&B/Hip-Hop Albums)  | 26                 |
| Europe (European Albums)             | 29                 |
| Finlande (Suomen virallinen lista)   | 25                 |
| Nouvelle-Zélande (RIANZ)             | 12                 |
| Suède (Sverigetopplistan)            | 34                 |
| Suisse (Schweizer Hitparade)         | 30                 |
| Royaume-Uni (UK Albums Chart)        | 61                 |

### Certifications
| Région                                | Certification | Ventes/Streams |
| ------------------------------------- | ------------- | -------------- |
| Royaume-Uni (BPI)                     | Argent        | 60 000^        |
| ^Mise en rayon selon la certification |               |                |